# Naobranchia spinosa
Naobranchia spinosa är en kräftdjursart som beskrevs av Arthur Sperry Pearse 1952. Naobranchia spinosa ingår i släktet Naobranchia och familjen Naobranchiidae. Inga underarter finns listade i Catalogue of Life.